# Alexandre Gortchakov
Pour les autres membres de la famille, voir famille Gortchakov.
Le prince Alexandre Mikhaïlovitch Gortchakov (en russe : Александр Михайлович Горчаков, en français vieilli Gortchakoff), né le 15 juin 1798 à Hapsal et mort le 11 mars 1883 à Baden-Baden, est un homme politique russe, qui est diplomate, chancelier d'État (grade civil correspondant à un conseiller d'État de 1re classe dans l'Empire russe) en 1867, et ministre des Affaires étrangères de 1856 à 1882.

## Biographie
Il est issu de la famille princière Gortchakov, de la dynastie des Riourikides et est le condisciple de Pouchkine au lycée de Tsarskoïe Selo.
Chancelier de l'Empire sous Alexandre II de 1856 à 1882, il a la réputation d'être un des diplomates les plus influents et les plus respectés du XIXe siècle.
Pendant la guerre de Crimée, il est ambassadeur à Vienne où il fait preuve de talents de négociateur. Partageant les convictions libérales de l'empereur, il est appelé à la chancellerie par ce dernier.
La Russie finit vaincue en Crimée et isolée sur le plan diplomatique. Le congrès de Paris lui interdit la navigation de sa marine de guerre sur la mer Noire, déclarée neutre. Malgré cette humiliation, Alexandre II se veut rassurant et prend le contre-pied de la politique interventionniste de son prédécesseur Nicolas Ier qui avait provoqué la guerre de Crimée.
En août 1856, Gortchakov envoie une dépêche aux ambassades russes à destination des chancelleries étrangères, et dont la fin est restée célèbre :

« L’Empereur est décidé à consacrer, de préférence, sa sollicitude au bien-être de ses sujets et à concentrer, sur le développement des ressources intérieures du pays, une activité qui ne serait déversée au dehors que lorsque les intérêts positifs de la Russie l’exigeraient absolument. On adresse à la Russie le reproche de s’isoler et de garder le silence, en présence de faits qui ne s’accordent ni avec le droit, ni avec l’équité. La Russie boude dit-on. La Russie ne boude pas. La Russie se recueille. »,

Gortchakov est partisan d'un rapprochement avec la France, mais Alexandre II est germanophile et les réactions françaises lors de l'insurrection polonaise de 1863 amènent la Russie à s'entendre avec la Prusse. Elle conserve une neutralité bienveillante à l'occasion des conflits que la Prusse engage avec le Danemark, l'Autriche, puis la France. En contrepartie, Gortchakov obtient la liberté de navigation en mer Noire à l'issue de la conférence de Londres de 1871.
Gortchakov joue un rôle modérateur dans la crise des Balkans de 1877-1878, mais ne peut s'opposer aux tendances slavophiles de l'opinion publique russe. Il se retire de la vie publique après l'assassinat d'Alexandre II et le congrès de Berlin. En 1882, Nicolas Karlovitch de Giers lui succéda aux fonctions de ministre des Affaires étrangères.
C'est lui le premier qui parla « d'homme malade de l'Europe » pour qualifier l'Empire ottoman alors sur le déclin en cette fin du XIXe siècle.
Le prince Gortchakov fut tout au long de sa carrière un collectionneur passionné de tableaux. Sa collection confisquée à son fils et héritier après la révolution d'Octobre se trouve principalement au musée de l'Ermitage, puis dans d'autres musées de l'ancienne URSS.

## Famille
Il avait épousé la princesse Maria Alexandrovna Ouroussova dont il a eu deux fils : Mikhaïl Alexandrovitch (1839-1897), ministre plénipotentiaire à Madrid, mort célibataire sans descendance, et Constantin Alexandrovitch (1841-1926), gendre du prince de Moldavie, Mihail Sturdza.